# Cerastium sventenii
Cerastium sventenii là loài thực vật có hoa thuộc họ Cẩm chướng. Loài này được Jalas mô tả khoa học đầu tiên năm 1966.